# Stazione di Pausa
La stazione di Pausa (così anche in tedesco) è stata una stazione ferroviaria posta lungo la ex linea ferroviaria a scartamento ridotto Ora-Predazzo chiusa il 10 gennaio 1963, a servizio del comune di Pausa.

## Strutture e impianti
La stazione era composta da un fabbricato viaggiatori e tre binari. A novembre 2015 rimane solo il fabbricato adibito ad abitazione privata mentre i tre binari sono stati smantellati.